# レバノン (映画)
『レバノン』（ヘブライ: לבנון, 英仏: Lebanon, 独: Levanon）は、2009年のイスラエル、フランス、ドイツ合作の戦争映画。監督はサミュエル・マオズ。2009年のヴェネツィア国際映画祭で金獅子賞を獲得した。

## 概要
マオズも兵士として参加した1982年のレバノン侵攻を舞台に、イスラエル国防軍の若い戦車兵4人が置かれた極限状態を通して、戦争の恐怖を描いた作品。演出構成は、全編戦車内で展開し、外部の状況はスコープのみで表現しており、エンディングで初めて彼らの乗っている戦車の外観が映される。終始狭い車内での人間関係を描くことで、戦争の全貌も判らずに戦う様を表現している。

## 出演者
| 役名       | 俳優                   | 日本語吹替                                     |
| ---------- | ---------------------- | ---------------------------------------------- |
| シムリック | ヨアヴ・ドナット       | 中谷一博                                       |
| アシ       | イタイ・ティラン       | 押切英希                                       |
| ヘルツル   | オシュリ・コーエン     | 佐藤せつじ                                     |
| イーガル   | ミハエル・モショノフ   | 水村拓未                                       |
| ジャミル   | ゾハール・シュトラウス | 相沢正輝                                       |
| 無線の声A  |                        | 天田益男                                       |
| その他     |                        | 黒澤剛史 中嶋将平 大羽武士 玉野井直樹 兎本有紀 |